# 鄧達拉克 (北卡羅萊納州)
鄧達拉克（英語：Dundarrach）是位於美國北卡羅萊納州霍克縣的普查規定居民點。

## 人口
根據2020年美國人口普查的數據，鄧達拉克的面積為3.41平方千米，皆為陸地。當地共有人口34人，而人口密度為每平方千米9.97人。